# Joe Camp
Joe Camp   (Saint Louis, 20 d'abril de 1939 - Bell Buckle, 15 de març de 2024) va ser un director de cinema estatunidenc, conegut per dirigir Benji, Hawmps! i The Double McGuffin.
Camp és també conegut pel seu treball amb cavalls. Posseeix, i ha entrenat, cinc cavalls que vivien amb ell al seu Range Valley Center. Ha escrit un llibre sobre les seves experiències amb cavalls, The Soul of a Horse.
La seva autobiografia, Underdog: How One Man Turned Hollywood Rejection into the Worldwide Phenomenon of Benji (publicada el 1993), cobreix més que la seva experiència fent pel·lícules de gossos.

## Filmografia
- Benji (1974)
- Hawmps! (1976)
- For the Love of Benji (1977)
- Benji's Very Own Christmas Story (curt per televisió 1978)
- The Double McGuffin (1979)
- Oh! Heavenly Dog (1980)
- Benji, Zax & the Alien Prince (sèrie de televisió 1983)
- Benji the Hunted (1987)
- Benji: Off the Leash! (2004)